# Rhapsodie Française
Rhapsodie Française is een compositie voor harmonieorkest of fanfareorkest van de Nederlandse componist Henk van Lijnschooten. Het is gecomponeerd in opdracht van de Stichting Overkoepeling Nederlandse Muziek Organisaties (SONMO).